# 快足龍屬
快足龍屬（意為「有敏捷腳部的蜥蜴」），或譯包斗龍，是種小型肉食性恐龍，最初被認為生存於三疊紀晚期，現在被認為生存於侏儸紀早期，是已知最早生存於美國東部的恐龍之一。快足龍是種小型、二足、肉食性恐龍，身長約90公分，高度約45公分。快足龍被估計可以每小時14到19公里的速度奔跑，因此取名為快足龍。有些科學家假設快足龍與三疊紀的腔骨龍為近親。
快足龍的唯一化石，是在1911年由蒙特霍利約克學院的地理學兼地質學教授Mignon Talbot與其同事在學校附近發現。
快足龍的化石是一個保存狀態不佳、不完整的骨骸。化石證據顯示牠們可能不是獨立的屬，而其實是腔骨龍的一個種。快足龍身長1公尺，高度為0.3公尺，重量為4公斤。快足龍的化石在火災中遭到摧毀，目前只剩下位於紐約美國自然歷史博物館的化石鑄型。